# Andrea Di Corrado
Andrea Di Corrado (* 13. August 1988 in Ponte San Pietro, Bergamo) ist ein ehemaliger italienischer Radrennfahrer.
Di Corrado fuhr 2011 und 2012 beim UCI Professional Continental Team Colnago-CSF Inox, für das er 2012 bei der  Presidential Cycling Tour of Turkey deren fünfte Etappe gewann.